# Margelliantha caffra
Margelliantha caffra är en orkidéart som först beskrevs av Harry Bolus, och fick sitt nu gällande namn av Phillip James Cribb och Joyce Stewart. Margelliantha caffra ingår i släktet Margelliantha och familjen orkidéer. Inga underarter finns listade i Catalogue of Life.